# Chrysolina flavomarginata
Chrysolina flavomarginata är en skalbaggsart som först beskrevs av Thomas Say 1824.  Chrysolina flavomarginata ingår i släktet Chrysolina och familjen bladbaggar. Inga underarter finns listade i Catalogue of Life.